# Корниця (Болгарія)
Ко́рниця (болг. Корница) — село в Благоєвградській області Болгарії. Входить до складу громади Гоце Делчев.

## Населення
За даними перепису населення 2011 року у селі проживали 1666 осіб.
Національний склад населення села:
| Національність   | Кількість осіб | Відсоток |
| ---------------- | -------------- | -------- |
| турки            | 1234           | 80,7%    |
| болгари          | 202            | 13,2%    |
| цигани           | 23             | 1,5%     |
| інша             | 8              | 0,5%     |
| не визначились   | 63             | 4,1%     |
| Всього відповіли | 1530           |          |

Розподіл населення за віком у 2011 році:
Динаміка населення: